# Shehu Abdullahi
Shehu Abdullahi (ur. 12 marca 1993 w Sokoto) – nigeryjski piłkarz grający na pozycji środkowego obrońcy. Od 2020 jest zawodnikiem klubu Omonia Nikozja.

## Kariera klubowa
Swoją karierę piłkarską Abdullahi rozpoczął w klubie Plateau United. W 2012 przeszedł do Kano Pillars FC, w którym zadebiutował w nigeryjskiej Premier League. Zarówno w sezonie 2012, jak i w sezonie 2013, wywalczył z nim mistrzostwo Nigerii. W 2014 przeszedł do kuwejckiego Al Qadsia. W sezonie 2014/2015 zdobył z nim Puchar Emira i Superpuchar Kuwejtu.
Latem 2015 Abdullahi odszedł do portugalskiego União Madeira. W portugalskiej lidze 23 sierpnia 2015 zagrał w przegranym 0:1 wyjazdowym meczu z CD Nacional.
W 2016 Abdullahi został zawodnikiem cypryjskiego klubu Anorthosis Famagusta, a w 2018 trafił do Bursasporu. W sezonie 2018/2019 zaliczył spadek z Süper Lig. Po spadku był podstawowym graczem Burasporu w rozgrywkach TFF 1. Lig. Buraspor zajął miejsce uprawniające do gry w barażach o awans, jednak nie uzyskał promocji do najwyższej ligi. Po zakończeniu sezonu 2019/2020 kontrakt Abdullahiego wygasł i wrócił na Cypr, by zostać zawodnikiem Omonii Nikozja.
| Sezon   | Klub                 | Kraj       | Rozgrywki                 | Mecze | Gole |
| ------- | -------------------- | ---------- | ------------------------- | ----- | ---- |
| 2013    | Kano Pillars FC      | Nigeria    | Premier League            | ?     | ?    |
| 2014    | Kano Pillars FC      | Nigeria    | Premier League            | ?     | ?    |
| 2014/15 | Al Qadsia            | Kuwejt     | Premier League            | 7     | 1    |
| 2015/16 | União Madeira        | Portugalia | Primeira Liga             | 28    | 1    |
| 2016/17 | Anorthosis Famagusta | Cypr       | Protathlima A’ Kategorias | 29    | 2    |
| 2017/18 | Anorthosis Famagusta | Cypr       | Protathlima A’ Kategorias | 19    | 1    |
| 2017/18 | Bursaspor            | Turcja     | Süper Lig                 | 14    | 0    |
| 2018/19 | Bursaspor            | Turcja     | Süper Lig                 | 13    | 1    |
| 2019/20 | Bursaspor            | Turcja     | 1. Lig                    | 33    | 4    |

## Kariera reprezentacyjna
W 2013 Abdullahi wystąpił z reprezentacją Nigerii U-20 na Mistrzostwach Świata U-20. W dorosłej reprezentacji Nigerii zadebiutował 11 stycznia 2014 w przegranym 1:2 meczu Mistrzostw Narodów Afryki 2014 z Mali, rozegranym w Kapsztadzie. Na tym turnieju był podstawowym zawodnikiem Nigerii, która go wygrała.
W maju 2018 został wybrany do 23-osobowego składu Nigerii na Mistrzostwa Świata w Piłce Nożnej 2018 w Rosji.